# 7401 Toynbee
7401 Toynbee è un asteroide della fascia principale. Scoperto nel 1987, presenta un'orbita caratterizzata da un semiasse maggiore pari a 2,4375633 UA e da un'eccentricità di 0,1860925, inclinata di 2,03231° rispetto all'eclittica.
L'asteroide è dedicato allo storico britannico Arnold Joseph Toynbee.